# Роман за жене
Роман за жене (чеш. Román pro ženy) је роман чешког књижевника Михала Вивега (чеш. Michal Viewegh) објављен 2001. године. Прво српско издање књиге објавила је издавачка кућа Mono i Manjana из Београда 2011. године, у преводу Александре Цимпл Симеоновић.

## О аутору
Михал Вивег је рођен 31. марта 1962. године у Прагу, Чехословачка сада Чешка Република, и је један од најуспешнијих чешких писаца. Вивегове књиге су хитови у Европи, Америци, Израелу. Његови романи достижу велике тираже и бројна поновљена издања, а према неколико његових дела снимљени су играни филмови.

## О књизи
Роман за жене је духовит, искрен и оригиналан љубавни роман, који је можда многе изненадио јер није нимало аутобиографски као што је то случај са његовим ранијим романима. И, пре свега, писан је посебно за жене. Главни лик романа је двадесетдвогодишња Лаура, уредница популарног женског недељника "Уравнотежена жена", која искрено сагледава свој досадашњи љубавни живот. У роману је уобичајен Вивегов хумор, разне гротескне ситуације, па и срећан крај.
Књига донаси помало гротескну причу о две жене: приповедачице Лауре и њене мајке удовице, тумача и преводилаца Јане. Обе жене траже 'оног'. Јана је некада била у великој вези са једним Чехом, и од тада не подноси типичне Чехе и наставља да тражи странца из снова. Лаура се на крају после две неуспеле везе (са лектором енглеског и младим продавцем мобилних телефона), заљубљује у 40-годишњег Оливера који је запослен у једној рекламној агенцији. У средишту радње је чињеница да је Оливер управо онај човек који је некада био велика љубав Лаурине мајке, односно прототип свих Чеха.
Јунак романа Оливер пише писмо својој вољеној Лаури, али га не шаље ни обичном ни електронском поштом, не оставља га за собом као опроштајну поруку.
Порука се појављује у облику скупе огласне поруке, која је попут осталих реклама истакнута на свим станицама метроа у Прагу. Овако Оливер започиње своје писмо вољеној: Остале су ми само успомене на тебе. Када тако напишем звучи као текст из некаквих глупих америчких бестселера, којима смо се заједно смијали – али за мене тај клише одједном представља дубоку истину. Сатима и данима мислим на тебе: на послу, у ауту, код куће…
Сваког месеца током пола године Оливер пише по једно писмо, а цео град их чита. Читаоце ове књиге за то време, његова Лаура води кроз праву љубавну причу двадесет првог века. Вивег је овим романом и причом о Лаури и Оливеру показао да је у сваком времену, па и овом нашем, електронском и маркетиншком, неопходна љубав.

## Екранизација
Године 2005. снимљен је филм Роман за жене заснован на истоименом роману Михала Вивега. Режију је потписао Филип Ренц, сценарио по роману написао Михал Вивег. У филму играју Зузана Каноч (Лаура), Марек Вашут (Оливер), Симона Сташова (Јана)...